# Clubiona kaltenbachi
Clubiona kaltenbachi är en spindelart som beskrevs av Kritscher 1966. Clubiona kaltenbachi ingår i släktet Clubiona och familjen säckspindlar.
Artens utbredningsområde är Nya Kaledonien. Inga underarter finns listade i Catalogue of Life.